# Fujiwara no Murao

Fujiwara no Murao (藤原村尾) foi um samurai do Período Heian da História do Japão que era membro do Ramo Hokke dos Fujiwara (Fujiwara do norte) 

## Vida
Filho mais velho de Toyozawa. Assim como seu pai casou-se com um membro de um dos Clãs importantes de Kashima. Foi secretário da Shimotsuke e  depois governador de Kawachi .